# 1898 год в науке
В 1898 году были различные научные и технологические события, некоторые из которых представлены ниже.

## События
- 28 января — полное солнечное затмение[англ.].
- 18 июля — кольцеобразное солнечное затмение.
- 13 декабря — кольцеобразное солнечное затмение.

## Достижения человечества

### Открытия
- 18 июля Пьер и Мари Кюри объявили об открытии полония, а 26 декабря — об открытии радия
- Уильям Рамзай и Морис Траверс открыли неон, аргон, криптон и ксенон
- Камилло Гольджи открыл внутри клетки «комплекс Гольджи».

### Изобретения
- Джеймсу Дьюару удалось получить жидкий водород
- Бескомпрессорный нефтяной двигатель высокого давления: Густав Тринклер.

### Научные труды
- Опубликован первый том «Математической энциклопедии Клейна» (нем. Encyklopädie der Mathematischen Wissenschaften mit Einschluss ihrer Anwendungen), первой в мире энциклопедии математических знаний[1].
- Этнограф А. Н. Шимановский завершил сборник «Минская губерния и её народное творчество в связи с описанием народных праздников и обрядов».

## Награды
- Ломоносовская премия[2]:53-108:
 Н. И. Андрусов за исследование ископаемых и живущих моллюсках семейства дрейссенсидов и полный свод сведений о неогеновых отложениях в южной России и Европе, имевших важное значение для изучения отложений кайнозойской группы[3].
 Е. Ф. Буринский за оригинальный метод исследования, равный значению микроскопа, позволявший повышать контрастность изображения, и, конкретно за выявление текста ценных исторических документов[4].
 П. И. Броунов за исследования и объяснения атмосферных явлений, рассмотренных как система вихревых движений[5].
- Медаль Копли:
Уильям Хаггинс за исследования в области спектрального анализа применительно к небесным телам.
- Медаль Румфорда:
Оливер Джозеф Лодж за исследования излучения и отношений между веществом и эфиром
- Медаль Уолластона в геологии:
Фердинанд Циркель

## Родились
- 3 марта — Эмиль Артин, математик
- 26 июня — Вильгельм Мессершмитт, немецкий авиаконструктор
- 29 июля — Исидор Раби, американский физик, Нобелевская премия по физике 1944 года

## Скончались
- 15 марта — Генри Бессемер, английский изобретатель
- 14 сентября — Уильям Берроуз, американский изобретатель